# Championnat d'Autriche de football 1957-1958
Navigation
Saison précédente Saison suivante
La saison 1957-1958 du Championnat d'Autriche de football est la 47e édition du championnat de première division en Autriche. La Staatsliga A regroupe les 14 meilleurs clubs du pays au sein d'une poule unique où ils s'affrontent deux fois au cours de la saison, à domicile et à l'extérieur. À la fin de la saison, les 2 derniers du classement sont relégués et remplacés par les 2 meilleurs clubs de Staatsliga B, la deuxième division autrichienne.
C'est le Wiener Sport-Club qui remporte le championnat en terminant en tête du classement final, avec 2 points d'avance sur le double tenant du titre, le SK Rapid Vienne et... 15 sur le First Vienna FC. C'est le 2e titre de champion d'Autriche de l'histoire du club après celui gagné en 1922.

## Les 14 clubs participants
| - Wiener Sport-Club - SK Rapid Vienne - Wacker AC - First Vienna FC - 1. Simmeringer SC - Kapfenberger SV - Wiener AC | - FC Vienne - Promu de Staatsliga B - SK Admira Vienne - Kremser SC - FK Austria Vienne - Grazer AK - SK Sturm Graz - Olympia Stadlau - Promu de Staatsliga B |

## Compétition

### Classement
Le barème utilisé pour établir le classement est le suivant :
- Victoire : 2 points
- Match nul : 1 point
- Défaite : 0 point

| Rang | Équipe            | Pts | J  | G  | N | P  | Bp  | Bc | Diff |
| ---- | ----------------- | --- | -- | -- | - | -- | --- | -- | ---- |
| 1    | Wiener Sport-Club | 45  | 26 | 20 | 5 | 1  | 100 | 35 | +65  |
| 2    | SK Rapid Vienne T | 43  | 26 | 20 | 3 | 3  | 93  | 39 | +54  |
| 3    | First Vienna FC   | 30  | 26 | 12 | 6 | 8  | 57  | 39 | +18  |
| 4    | Wacker AC         | 28  | 26 | 10 | 8 | 8  | 54  | 39 | +15  |
| 5    | Grazer AK         | 27  | 26 | 10 | 7 | 9  | 63  | 46 | +17  |
| 6    | Wiener AC         | 26  | 26 | 10 | 6 | 10 | 57  | 51 | +6   |
| 7    | Kapfenberger SV   | 26  | 26 | 10 | 6 | 10 | 42  | 62 | -20  |
| 8    | FK Austria Vienne | 25  | 26 | 11 | 3 | 12 | 63  | 52 | +11  |
| 9    | 1. Simmeringer SC | 22  | 26 | 10 | 2 | 14 | 52  | 65 | -13  |
| 10   | SK Admira Vienne  | 22  | 26 | 8  | 6 | 12 | 53  | 76 | -23  |
| 11   | Olympia Stadlau P | 21  | 26 | 7  | 7 | 12 | 34  | 53 | -19  |
| 12   | Kremser SC        | 20  | 26 | 8  | 4 | 14 | 39  | 67 | -28  |
| 13   | SK Sturm Graz     | 17  | 26 | 7  | 3 | 16 | 42  | 81 | -39  |
| 14   | FC Vienne P       | 13  | 26 | 3  | 6 | 17 | 26  | 70 | -44  |

|  | Qualification pour la Coupe des clubs champions 1958-1959 |
|  | Relégation directe en Staatsliga B                        |
|  | T Tenant du titre P Promu de Staatsliga B                 |

## Bilan de la saison
| Championnat d'Autriche de football 1957-1958 |                              |
| Champion                                     | Wiener Sport-Club (2e titre) |
| Coupes et trophées                           |                              |
| Vainqueur de la Coupe d'Autriche 1957-1958   | Compétition non disputée     |
| Qualifications continentales                 |                              |
| Coupe d'Europe des clubs champions 1958-1959 | Wiener Sport-Club            |
| Promotions et relégations                    |                              |
| Promus en Staatsliga A                       | Linzer ASK                   |
| Promus en Staatsliga A                       | WSV Donawitz                 |
| Relégués en Staatsliga B                     | SK Sturm Graz                |
| Relégués en Staatsliga B                     | FC Vienne                    |